# Gauliga Kurhessen
Die Gauliga Kurhessen (offiziell: „Bereichsklasse Kurhessen“) war eine der höchsten Spielklassen im deutschen Fußball in der Zeit des Nationalsozialismus. Sie entstand 1941 als einer der Nachfolger der Gauliga Hessen, als das Ligasystem in den Kriegsjahren neu gegliedert wurde.
Von 1933 bis 1941 existierte die Gauliga Hessen als eine der ursprünglich 16 Sportbereiche. In ihr wurde einer der Teilnehmer an der Endrunde zur deutschen Meisterschaft ausgespielt. 1941 wurde die Liga aufgelöst und die Mannschaften in zwei neue Spielklassen aufgeteilt. Im nördlichen und östlichen Bereich entstand die Gauliga Kurhessen, im Süden wurde aus einer Zusammenlegung der Staffel Mainhessen der Gauliga Südwest und dem südlichen Teil der Gauliga Hessen die Gauliga Hessen-Nassau gebildet.

## Geschichte
Nach Gründung der neuen Liga spielten neun Mannschaften um die Endrundenteilnahme. 1943 reduzierte sich die Anzahl der Mannschaften im Saisonverlauf auf sieben, da einige Mannschaften kurzfristig Kriegsspielgemeinschaften gebildet hatten bzw. nicht mehr am Spielbetrieb teilnahmen. Für die Spielzeit 1944/45 war eine Einteilung in drei Staffeln geplant, die Runde wurde aber nicht ausgetragen. Wie bereits die Mannschaften aus der Vorgängerliga blieben die Klubs der Gauliga Kurhessen in der Endrunde zur deutschen Meisterschaft chancenlos und scheiterten jeweils bereits in der ersten Runde. 1944 konnte Borussia Fulda zwar das Achtelfinale erreichen, hatte aber in der ersten Runde ein Freilos gehabt und schied dann gegen den späteren Meister Dresdner SC mit einer herben 2:9-Heimniederlage aus.

## Gaumeister 1942–1944
| Saison  | Gaumeister Kurhessen         | Abschneiden deutsche Meisterschaft | Deutscher Meister         |
| ------- | ---------------------------- | ---------------------------------- | ------------------------- |
| 1941/42 | Reichsbahn SG Borussia Fulda | Qualifikationsrunde                | FC Schalke 04             |
| 1942/43 | SV 06 Kassel-Rothenditmold   | 1. Runde                           | Dresdner SC               |
| 1943/44 | Reichsbahn SG Borussia Fulda | Achtelfinale                       | Dresdner SC               |
| 1944/45 | kriegsbedingt abgebrochen    | kriegsbedingt abgebrochen          | kriegsbedingt abgebrochen |

## Ewige Tabelle
Berücksichtigt sind alle Gruppenspiele der Gauliga Kurhessen zwischen den Spielzeiten 1941/42 und 1943/44. Die Tabelle richtet sich nach der damals üblichen Zweipunkteregel.
| Pl. | Verein                       | Jahre | Sp. | S  | U | N  | T+  | T-  | Diff. | Punkte | Ø-Pkt. | Titel | Spielzeiten nach Kalenderjahren |
| --- | ---------------------------- | ----- | --- | -- | - | -- | --- | --- | ----- | ------ | ------ | ----- | ------------------------------- |
| 1.  | Reichsbahn SG Borussia Fulda | 3     | 44  | 31 | 6 | 7  | 183 | 78  | +105  | 68:20  | 1,55   | 2     | 1941–44                         |
| 2.  | SV 06 Kassel-Rothenditmold   | 3     | 44  | 22 | 4 | 18 | 95  | 94  | +1    | 48:40  | 1,09   | 1     | 1941–44                         |
| 3.  | VfL 1860 Marburg             | 3     | 44  | 20 | 5 | 19 | 102 | 105 | −3    | 45:43  | 1,02   | -     | 1941–44                         |
| 4.  | SV Kurhessen Kassel a        | 2     | 32  | 17 | 6 | 9  | 95  | 61  | +34   | 40:24  | 1,25   | -     | 1941–43                         |
| 5.  | 1. BC Sport Kassel b         | 2     | 32  | 16 | 4 | 12 | 89  | 86  | +3    | 36:28  | 1,13   | -     | 1941–43                         |
| 6.  | Hermannia Kassel             | 3     | 44  | 15 | 4 | 25 | 99  | 143 | −44   | 34:54  | 0,77   | -     | 1941–44                         |
| 7.  | CSC 03 Kassel a              | 2     | 32  | 14 | 4 | 14 | 85  | 67  | +18   | 32:32  | 1      | -     | 1941–43                         |
| 8.  | SpVgg Niederzwehren          | 2     | 28  | 9  | 1 | 18 | 58  | 91  | −33   | 19:37  | 0,68   | -     | 1942–44                         |
| 9.  | BV Kassel 06 b               | 2     | 32  | 7  | 5 | 20 | 53  | 96  | −43   | 19:45  | 0,59   | -     | 1941–43                         |
| 10. | KSG Kurhessen/CSC 03 Kassel  | 1     | 12  | 8  | 1 | 3  | 41  | 27  | +14   | 17:70  | 1,42   | -     | 1943/44                         |
| 11. | SV Petersberg                | 1     | 16  | 4  | 2 | 10 | 28  | 62  | −34   | 10:22  | 0,63   | -     | 1941/42                         |
| 12. | KSG TuRa/TuSpo Kassel        | 1     | 12  | 2  | 0 | 10 | 11  | 29  | −18   | 4:20   | 0,33   | -     | 1943/44                         |